# Чемпионат мира по волейболу среди мужчин 2010 (составы)
На этой странице приведены составы мужских национальных волейбольных сборных команд, принимавших участие на XVII чемпионате мира в Италии, проходившем в период с 25 сентября по 10 октября 2010 года.
В заявку командам разрешалось включать до 14 игроков, в том числе двух либеро. 

## Австралия
Главный тренер:  Расселл Боржо

## Аргентина
Главный тренер:  Хавьер Вебер

## Болгария
Главный тренер:  Сильвано Пранди

## Бразилия
Главный тренер:  Бернардиньо

## Венесуэла
Главный тренер:  Идоло Жильберто Эррера Дельгадо

## Германия
Главный тренер:  Рауль Лосано

## Египет
Главный тренер:  Антонио Джакоббе

## Иран
Главный тренер:  Хоссейн Мадани

## Испания
Главный тренер:  Хулио Веласко

## Италия
Главный тренер:  Андреа Анастази

## Камерун
Главный тренер:  Петер Нонненбройх

## Канада
Главный тренер:  Гленн Хоаг

## Китай
Главный тренер:  Чжоу Цзянань

## Куба
Главный тренер:  Орландо Блэквуд

## Мексика
Главный тренер:  Хорхе Асаир

## Польша
Главный тренер:  Даниэль Кастеллани

## Пуэрто-Рико
Главный тренер:  Карлос Кардона

## Россия
Главный тренер:  Даниэле Баньоли

## Сербия
Главный тренер:  Игор Колакович

## США
Главный тренер:  Алан Найп

## Тунис
Главный тренер:  Мкауар Феси

## Франция
Главный тренер:  Филипп Блен

## Чехия
Главный тренер:  Ян Свобода

## Япония
Главный тренер:  Тацуя Уэта